# 김학범
김학범(金學範, 1960년 3월 1일~)은 국민은행 축구단에 데뷔한 박사 출신의 대한민국의 축구 지도자이다.

## 개요
대한민국 최초의 1호 박사출신 지도자. 명지대학교에서 학사, 석사, 박사 학위까지 마쳐 '축구박사'로 불린다. 전통의 축구 명문 명지대의 전성기를 이끌며 수비수로 활약하여  수차례 우승컵을 거머쥐었지만, 국민은행에서 뛰었던 프로 때에는 크게 스포트라이트를 받지 못했는데 1983년과 1984년 K리그에 참가할 당시 부상 때문에 제대로 경기에 나서지 못했다. 선수 생활을 마감하고 국민은행 은행원 입사시험에 합격하여 퇴계원지점 1등 모범직원으로 과장까지 승진하였다.
그러다 다시 축구판의 매력에 빠져 직장을 그만두고 정식으로 축구지도자의 길을 걸었다.
'학범슨', '항상 공부하는 감독', '연구하는 지도자'로 알려져 있다. 속칭 '레알성남'의 최전성기라 불리던 2번째 3연패 코치시절, 선수선발과 용병술은 차경복 감독 그리고 실질적인 전략, 전술은 김학범 코치가 모두 실행했을 정도로 전략과 전술에 뛰어난 지도자였다. 코치 때 영상분석을 위해 기기를 구입해달라고 해 혼자서 밤을 새워가며 상대를 연구하고 그 계책을 내놓았으며, 밤잠을 줄여가며 이길 비책을 궁리하고 있다. 대한민국에 4백을 최초로 도입한 지략가이다.
또한 2006년 월드컵에서 유행하기 시작한 4-2-3-1 포메이션을 세계축구의 흐름보다 1년 앞선 2005년부터 K리그 최초로 성남에 도입해 2006년 K리그 정상에 올렸다. 그렇기 때문에 K리그 최고의 지략가 불리며 축구계에서도 많은 존경을 받고 있다. 몇 가지 예로 김학범 감독의 성남 전성기 당시 인천 유나이티드 소속이던 데얀은 김학범 감독이 이끄는 성남을 K리그에서 유일하게 전술적인 축구를 하는 팀이라 말했으며 피스컵 당시 PSV의 히딩크 감독도 성남의 전술에 대해 칭찬한 적 있다. 또한 맨체스터 유나이티드의 알렉스 퍼거슨 감독과 비슷하다고 하여 '학범슨'이라는 별명이 붙었다.

## 선수 경력
1984년 프로축구에 참가하고 있던 국민은행에서 자신의 성인 축구 경력을 시작하였다. 국민은행에서 1992년까지 몸담으면서 계속 주장을 맡았고, 1992 시즌이 끝난 뒤 은퇴하였다.

## 지도자 경력
1992년 은퇴한 직후에 행원 시험에 합격하여 은행원으로 근무하다 국민은행에서 코치로 지냈으며, 1996년 하계 올림픽에는 코치로 합류하였다. 하지만 1997년 불어닥친 IMF 구제금융사건으로 인해 축구단이 해체되면서, 7개월 동안 다시 은행원으로 근무하였다.
1998년 성남 FC에 영입되어 코치로 활동하였고 차경복 감독과 함께 2001년부터 2003년까지 성남의 K리그 3연패에 크게 기여하였다. 2004년 12월 시즌 도중 성적 부진으로 차경복 감독이 사임하자 감독 대행을 맡았다. 2005년 정식 감독으로 승격하여 2006년 팀의 K리그 통산 7번째 우승을 이끌어 최우수 감독에 선정되었으며 2007년 팀의 AFC 챔피언스리그 4강행을 이끌었다. 이러한 활약에 2007년 국가대표팀 감독 후보로 거론되기도 하였으며, 그 해 'AFC 올해의 감독' 3명의 후보에 오르기도 하였다. 하지만 2008년 11월 성적 부진에 따른 책임을 지고 팀에서 물러났다.
이후 허난 젠예 팀의 감독을 맡았고 2012년 7월 5일 강원 FC는 신임 감독으로 김학범을 선임하였다고 공식 발표하였다. 김학범은 "강릉중앙고등학교 출신으로 고향팀에 도움을 주고 싶었는데 어려운 시기에 도움을 줄 기회가 생겨 기쁘다”며 “현재 구성된 코칭스태프들과 및 선수들과 함께 시련을 강인하게 헤쳐 나갈 준비가 돼 있다”는 소감을 밝혔다. 이후 강원을 이끌며 2012시즌 강원의 1부리그 잔류를 이끌었다.
하지만 2013시즌, 강원 FC는 다시 한번 강등권 싸움을 하게 되었으며, 2013년 8월 10일 강원 FC 이사회는 제주전 종료 후 긴급 이사회를 소집하고 논의 끝에 김학범 감독을 해임하기로 결정했다.

그러다 2014년 9월 6일 시민구단으로 전환된 성남의 감독으로 6년 만에 복귀하였고 11월 23일 서울월드컵경기장에서 팀의 세 번째 FA컵을 들어올리며 개인 통산 두번째 FA컵 지도자상을 수상했고 강등 위기에 몰렸던 성남을 하위 스플릿의 강자로 만들었다. 2015년에는 부리람 유나이티드,  광저우 부리를 상대로 2015년 AFC 챔피언스리그 예선에서 승리를 거두며 16강에 진출한다. 그리고 16강에서는 괴물구단 광저우 헝다 타오바오를 상대로 1승 1패의 명승부를 펼쳤지만 원정골로 아쉽게 탈락했다. 광저우는 성남전 패배이후 29경기 무패행진을 달렸다. 즉 30경기에서 유일한 패배가 시민구단 성남FC인것이다. 이 경기에서 김학범 감독은 "몸값은 광저우 선수들이 높을지라도 축구를 대하는 자세는 우리가 높다"라는 명대사를 남겼다. 이후 시민구단 최초 ACL 진출 및 각국 디펜딩 챔피언을 꺾으면서 16강 진출 및 클래식 상위스플릿 5위라는 충분히 감탄할만한 업적을 남겼다.
그러다 2016년 초반에는 티아고의 활약에 힘입어 나쁘지 않은 상황을 만들어 갔으나 그가 부상을 입은 뒤 이적하는 동안 팀도 내리막길을 걸으며 9월 12일 팀 성적 부진으로 사실상 해임됐다. 이후 팀은 계속 바닥을 치며 11위를 기록한 뒤 챌린지에서 올라온 강원에 원정 골로 밀리며 강등의 굴욕을 맛보았다.
2017년 8월 16일 남기일의 후임으로 광주 FC의 감독으로 취임하였으며 잠시나마 광주의 상승세를 이끌었으나 남기일감독 체제에서 이미 너무 승점을 벌어놓지 못하였기에 한계를 드러내며 끝내 리그 최하위로 강등되면서 감독직에서 자진 사퇴했다. 광주 구단에서는 상승되는 경기력과 김학범 감독의 지도력을 높이 평가하며 연장계약을 진행하려 했지만 김학범 감독이 고사하였다.
이후 성적 부진으로 경질된 김봉길의 후임으로 2018년 2월 28일 대한민국 U-23 축구 국가대표팀 지휘봉을 잡았다. 김학범의 U-23대표팀은 2018 아시안 게임 축구 금메달과 아시안 게임 2연패를 이루어냈다. 이와 같은 공로로 김학범은 2020년 하계 올림픽 축구대표팀도 맡기로 했다. 특히 아시안 게임에 선발된 황의조(2017년 감바 오사카로 이적)를 놓고 ‘인맥축구’ 논란이 있었으나 이를 비웃기라도 하듯 명장다운 지도력을 발휘하면서 대한민국의 아시안 게임 최다 우승을 이끌자 “인맥으로 겨우 모셔왔다”는 정반대의 평가를 받으며 다시 명장 대우를 받는다.
이후 2020년 하계 올림픽 축구 아시아 최종 예선을 겸한 2020년 AFC U-23 챔피언십에서 대한민국 올림픽 축구 세계 최초 9회 연속이자 통산 11번째 본선 진출과 사상 첫 우승을 이끌어냈다.

## 경력 목록

### 선수 경력
- 1984년 ~ 1992년 국민은행

### 지도자 경력
- 1993년 ~ 1997년 국민은행 코치
- 1996년 대한민국 U-23 코치
- 1998년 ~ 2004년 성남 FC 코치
- 2005년 ~ 2008년 성남 FC 감독
- 2010년 ~ 2011년 허난 젠예 감독
- 2012년 ~ 2013년 강원 FC 감독
- 2014년 ~ 2016년 성남 FC 감독
- 2017년 광주 FC 감독
- 2018년 ~ 2021년 대한민국 U-23 감독
- 2023년 ~ 제주유나이티드 감독

## 수상 내역

### 개인
- 1993년 대통령배 전국축구대회 지도자상 수상
- 1994년 추계실업연맹전 지도자상 수상
- 1995년 대통령배 전국축구대회 지도자상 수상
- 1997년 실업선수권대회 지도자상 수상
- 1999년 FA컵 지도자상 수상
- 2006년 제20회 스포츠서울 올해의 프로축구 대상 감독상 수상
- 2006년 스포츠토토 한국축구대상 지도자상 수상
- 2006년 K-리그 감독상 수상
- 2007년 축구인의 날 최우수감독상 수상
- 2014년 FA컵 지도자상 수상
- 2018년 대한축구협회 올해의 지도자상

### 감독

#### 성남 FC
- K리그 우승 (2006년)
- K리그 준우승 (2007년)
- 리그컵 준우승 (2006년)
- FA컵 우승 (2014년)

#### 대한민국 U-23
- 아시안 게임 금메달 (2018)
- AFC U-23 챔피언십 우승 (2020년)